# Cruce de Arinaga
Cruce de Arinaga är ett samhälle i Spanien.   Det ligger i provinsen Provincia de Las Palmas och regionen Kanarieöarna, i den sydvästra delen av landet, 1 800 km sydväst om huvudstaden Madrid. Cruce de Arinaga ligger 75 meter över havet och antalet invånare är 2 700. Det ligger på ögruppen Kanarieöarna.
Terrängen runt Cruce de Arinaga är varierad. Havet är nära Cruce de Arinaga åt sydost. Närmaste större samhälle är Telde, 12,9 km norr om Cruce de Arinaga. 